# Acolman de Nezahualcóyotl
Acolman de Nezahualcoyótl (en náhuatl, Acolman), o más conocido como San Agustín Acolman, es una población Mexicana y la cabecera del municipio de Acolman, ubicada al centro del municipio. Fue una localidad náhuatl, y actualmente es una pequeña ciudad en crecimiento dentro del Estado de México. 
Forma parte de la Zona Metropolitana de la Ciudad de México.

## Toponimia
Acolman de Nezahualcóyotl es el nombre oficial de la cabecera municipal, proviene del topónimo náhuatl de origen prehispánico Ahcolli, que significa Lugar donde se tuercen las aguas y -man, que denota una mano o venero.